# Св. св. Петър и Павел (Тушилово)
Вижте пояснителната страница за други значения на Свети апостоли Петър и Павел.
„Св. св. Петър и Павел“ (на гръцки: Αγίων Πέτρου και Παύλου) е българска възрожденска православна църква в гумендженското село Тушилово (Статис), Егейска Македония, Гърция, част от Гумендженската, Боймишка и Ругуновска епархия на Вселенската патриаршия.
Църквата е гробищен и енорийски храм на селото и е строен във втората половина на XIX век. Сградата има общите характеристики на църквите от региона на Македония в XIX век и принадлежи към вида на трикорабните базилики. Има закрит трем и галерия на западната страна. Външните размери са 13,70 X 9,85 m. Апсидата на изток е полукръгла, а в северозападната част има камбанария. Входовете са от запад и юг със сводести каменни каси и образите на светците покровители над трегера. Интериорът на църквата е съществено променен вследствие на по-късни интервенции. От дървените декорации са оцелели само иконостасът и амвонът. Таваните са дървени. В храма има икони на Димитър Вангелов.
В 1983 година църквата е обявена за паметник на културата под надзора на Девета ефория за византийски старини към Министерството на културата.